# 小山義一
小山 義一（こやま よしかず、1939年1月16日 - 2019年5月）は、京都府出身の鉄道技術者である。
7000系電車（パノラマカー）のフロントアイ開発に携わったことで有名である。

## 来歴
- 京都府京都市東山区出身。京都市立洛陽工業高等学校機械科、立命館大学理工学部機械工学科卒業。
- 1962年（昭和37年）4月、名古屋鉄道（名鉄）に入社。実習員（駅務）、乗務員見習い、鳴海工場技術課、本社車両部の順に勤務。
  - 本社車両部では1961年（昭和36年）に登場した7000系電車（パノラマカー）の新造に伴う設計業務や自動列車停止装置（M式ATS）の設置業務を担当。中でもパノラマカーの犬山橋乗り入れ対策として、2階の運転席から車両前部の死角を確認する「フロントアイ」（「2階に運転席を有する車両の前面死角解消装置」の名称で特許取得済み）の開発に携わったことは特筆に値する。
- 1966年（昭和41年）3月、名古屋スバル自動車に出向。スバル・360の技術関係業務や民間車検場の運輸省陸運局（現国土交通省運輸局）への申請業務などを担当した。
- 1976年（昭和51年）11月、名鉄ビルディング管理に出向。同社管理ビルの技術関係業務や東京地区（名鉄銀座メルサ、現メルサ）の管理物件統轄の他、同社常務取締役、ISO対策室長を歴任した。
- 2002年（平成14年）6月、名古屋鉄道を定年退職。
- 2003年（平成15年）4月より、愛知県名古屋市中区栄の名古屋観光専門学校の講師に就任。鉄道員として従事していた際の貴重な体験やエピソードなどを赤裸々に語り、終始和やかに行われる授業は大変好評で生徒からの信頼も厚かった。競馬好きでもあり、休日は専らウインズ名古屋に足を運ぶなど、元気な姿が見られた。
- 2010年（平成22年）11月、名古屋観光専門学校を退職。長期的な体調不良により、同年度の後期授業のほぼ全てを休む状態が続いていたが、復帰の見通しが立たないことから講師を退職する。
- 晩年は愛知県春日井市に在住。2019年(令和元年)5月、急性心筋梗塞のため死去。享年81歳。